# 太阳物理学
太陽物理學（英語：Solar physics）是研究太陽的一门学科，它是天文物理學的分支，對最接近我們的恆星儘可能的進行精密觀測，進行研究、利用和解釋。它與許多純科學都有交集，像是物理學、天文物理和計算機科學，包括流體力學、電漿物理學中的磁流體動力學、地震學、粒子物理學、原子物理學、核物理學、恆星演化、空间物理學、光譜學、輻射轉移、應用光學、訊號處理、電腦視覺、計算物理、恒星物理学和太陽天文學。
因為太陽是唯一有可以近距離觀測的獨特地位（其它恆星或任何天體都不能得到如同太陽能得到的空間分辨率），在天體物理學上對相關學科（遙遠的恆星）的觀測和太陽物理學的觀測之間是有所區別的。
太陽物理學也是一本研究太陽和太陽恆星研究與日地關係物理學的學報名稱。它創立在1967年，接受太陽物理學相關的所有論文，範圍從太陽內部的構造與它的演化，到外日冕和在星際空間的太陽風。這份期刊是由史普林格出版，在荷蘭印刷的月刊，每年會有兩次增刊號。現任的編輯是Lidia van Driel-Gesztelyi、John Leibacher、和Takashi Sakurai。像多數的研究性期刊一樣，太陽物理學也可以在線上取得。

## 歷史

### 文藝復興時期
在天文學中，文藝復興時期開始與哥白尼的工作。他建議行星圍繞太陽而不是圍繞地球，因為當時相信行星圍繞地球。該模型被稱為日心模型。他的工作後來被开普勒和伽利略擴大。特別是，伽利略用他的新望遠鏡看太陽。在1610年，他發現在其表面的太陽黑子。在1611年的秋天，約翰內斯·法布里奇乌斯囊寫了第一本關於太陽黑子的書，“De Maculis in Sole Observatis”（在太陽中觀察到的點）。

### 現代時期
現代太陽物理學的重點是朝著理解在現代的望遠鏡和衛星的幫助下觀察到的許多現象。特別令人感興趣的是太陽光球的結構，日冕散熱問題和太陽黑子。

## 研究
美國天文學會的太陽物理學組吹噓大約有555名會員（2007年5月），相較之下其母會也僅有數千名會員。
目前（2009年）在太陽物理學的領域中主要推展的是對整個太陽系的理解，包括太陽和太陽圈，以及在行星和行星大氣層的交互作用。
對太陽圈內多系統現象的研究，或是考慮在太陽圈前後文章內適合的部份，稱為太陽圈物理，是在這個千囍年初新產生的學門。

### 基于太空的研究

#### 太陽動力學天文台(SDO)

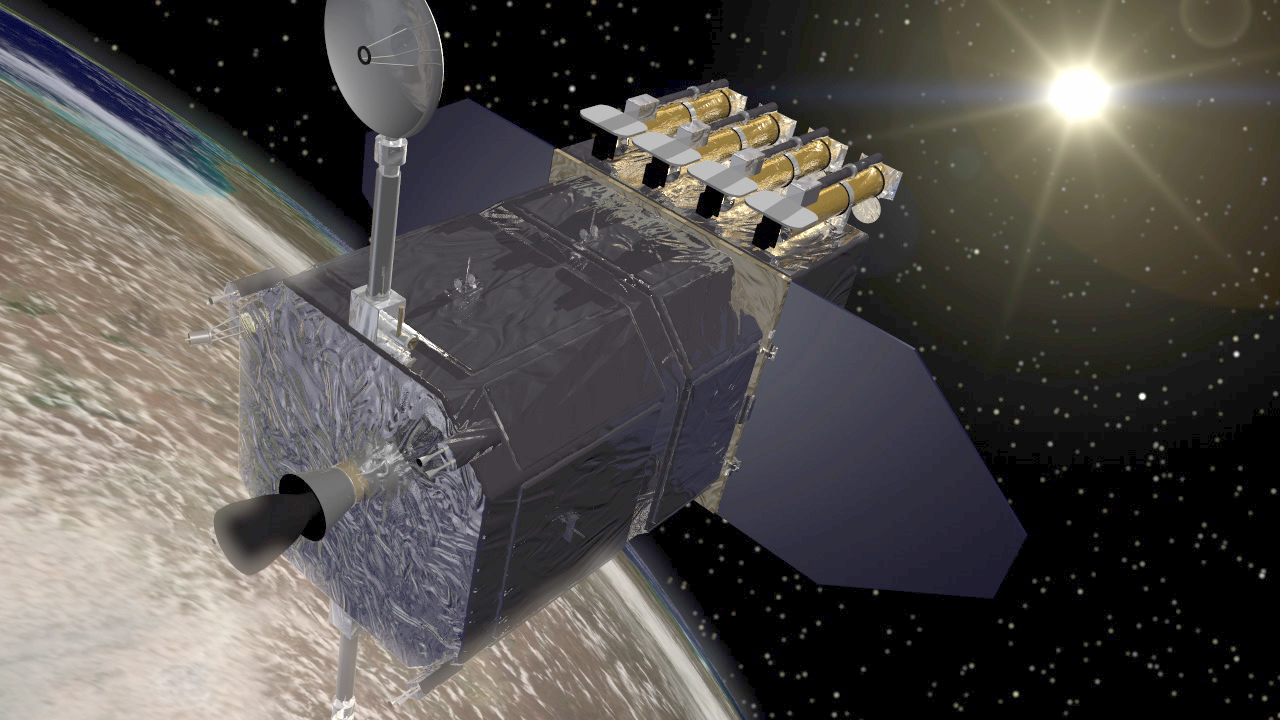
太陽動力學天文台(SDO)的衛星

太陽動力學天文台（SDO）是由美國航空航天局2010年2月從卡納維拉爾角發射。這次飛行任務的主要目標是了解如何太陽活動發生，以及它通過確定太陽的磁場是如何產生和結構是如何影響地球上的生命，並且所存儲的磁場能量是如何轉換並釋放到太空。

#### 太阳和太阳风层探测器(SOHO)

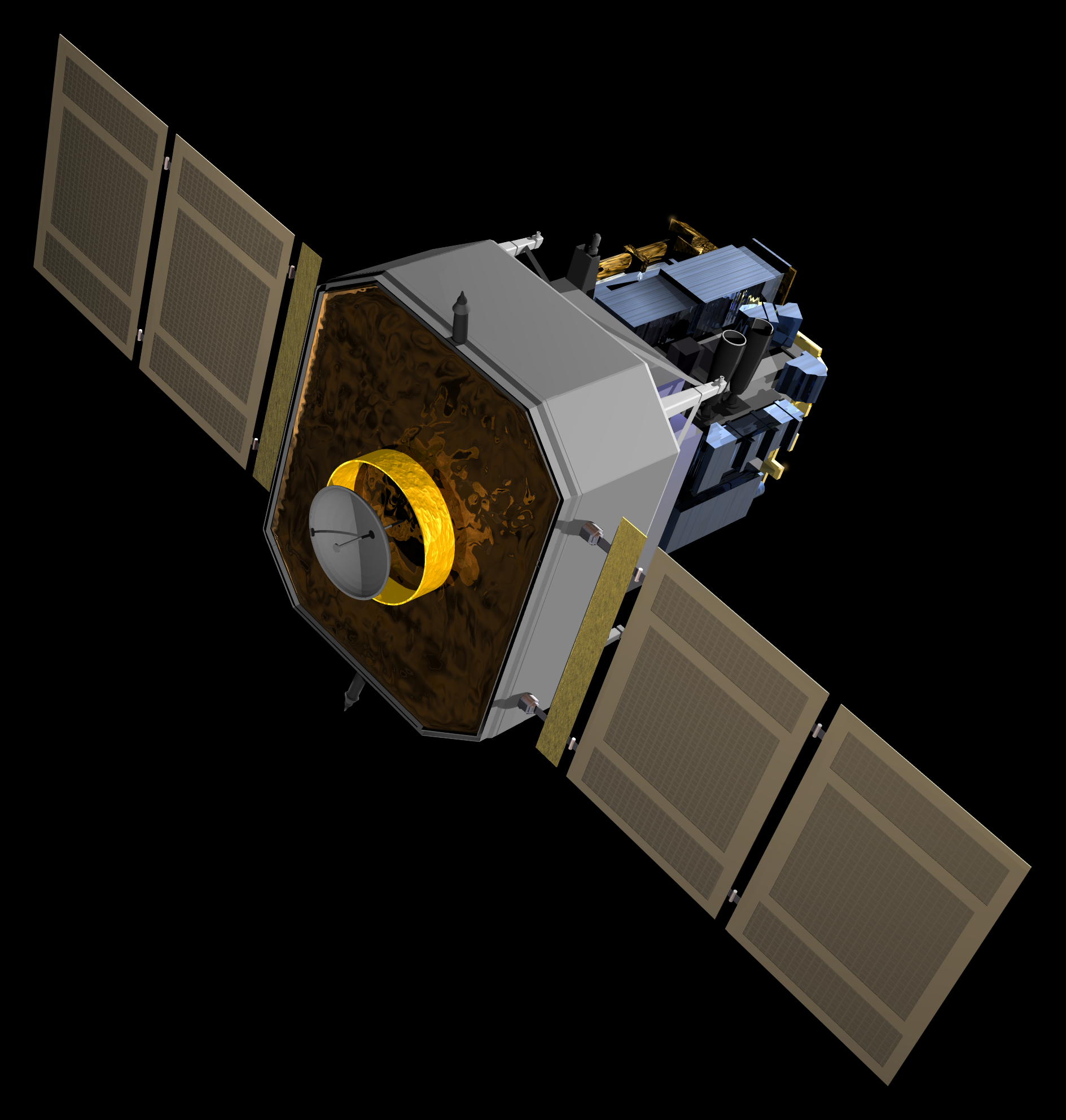
太阳和太阳风层探测器(SOHO)的太空船

太陽與太陽風層探測器(SOHO)是美國宇航局和歐洲航天局的聯合項目，該項目於1995年12月啟動。它被發射來探測太陽內部，觀察太陽風和與它相關的現象和研究太陽的外層。

#### 日出衛星(Hinode)
日本宇宙航空研究開發機構領導下一個公共基金支持的日出衛星(Hinode)，於2006年啟動，包括一套協調的光學，極紫外和X射線儀器。這些研究日冕和太陽的磁場之間的相互作用。

### 基于地面的研究

#### 先進技術太陽望遠鏡(ATST)
先進技術太陽望遠鏡 (ATST) 是在太平洋毛伊島哈萊阿卡拉火山的國家太陽觀測台計畫興建的有著巨大圓頂的太陽望遠鏡。二十二个机构正在合作的ATST项目，主要资助机构是美国国家科学基金会。

## 外部連結
- Living Reviews in Solar Physics（页面存档备份，存于）
- NASA Solar Physics Page（页面存档备份，存于）
- Solar Physics (Journal) - Online Version Archive.today的存檔，存档日期2013-04-28